# Ocotea humbertii
Ocotea humbertii är en lagerväxtart som beskrevs av André Joseph Guillaume Henri Kostermans. Ocotea humbertii ingår i släktet Ocotea och familjen lagerväxter. Inga underarter finns listade i Catalogue of Life.